# Waterford and Suir Valley Heritage Railway
| Waterford & Suir Valley Heritage Railway | Waterford & Suir Valley Heritage Railway |
| ---------------------------------------- | ---------------------------------------- |
| Waterford & Suir Valley Heritage Railway |                                          |
| Streckenlänge:                           | 8,5 km                                   |
| Spurweite:                               | 914 mm (engl. 3-Fuß-Spur)                |
|                                          |                                          |

Die Waterford & Suir Valley Heritage Railway, Co. ist eine Museums-Schmalspurbahn mit einer Spurweite von 914 mm (3 Fuß) bei Waterford in Irland.

## Museumseisenbahn
Die Waterford & Suir Valley Railway Company ist ein gemeinnütziger Verein. Er betreibt eine Schmalspurbahn auf der ehemals breitspurigen Strecke von Waterford nach Dungarvan, die von 1878 bis 1987 betrieben wurde und deren Gleise 1991 verschrottet wurden.
Der Streckenverlauf folgt dem Fluss Suir und bietet einen Blick auf das Kilmeadan Castle, in die Mount Congreve Gardens, auf das Carriganore House, in den Feen-Wald in Mossy Wood sowie auf das vor kurzem entdeckte Wikingerdorf bei Woodstown. Die Fahrt dauert sonntags bis freitags hin und zurück insgesamt etwa 40 min und samstags einschließlich einer Fahrt durch den 40 m langen Dan Donovan Tunnel und über die Suir-Brücke 50 min.

## Schienenfahrzeuge
Die Züge der Museumseisenbahn werden von einer generalüberholten Simplex Diesellokomotive, die früher als Torfeisenbahn in Nord-England und Schottland eingesetzt worden war, mit einer Höchstgeschwindigkeit von 15 km/h gezogen. Die Lok wurde auch beim Bau des Eurotunnels eingesetzt. Zwei teilweise offene Personenwagen können bis zu 90 Passagiere aufnehmen.

## Betrieb
Die Bahn ist normalerweise von April bis Ende September in Betrieb. Die wichtigsten Einrichtungen sind rollstuhlgeeignet.